# Mionandra camareoides
Mionandra camareoides är en tvåhjärtbladig växtart som beskrevs av August Heinrich Rudolf Grisebach. Mionandra camareoides ingår i släktet Mionandra och familjen Malpighiaceae. Inga underarter finns listade i Catalogue of Life.